# Diego Ramírez Pastor
Diego Ramírez Pastor (Torrevieja, 30 de marzo de 1906 - Barcelona, 9 de mayo de 1968) fue un periodista español.

## Biografía
Cursó la carrera de Derecho en Murcia y se dedicó al periodismo, trabajando desde los dieciséis años en la revista murciana Alma Joven. De filiación tradicionalista y vinculado a Acción Católica, en 1934 dirigió en Barcelona el periódico carlista La Croada y colaboró en El Correo Catalán.
Al estallar la Guerra Civil Española, pasó a la zona sublevada y dirigió en 1936 en Toledo el recién fundado periódico El Alcázar y después La Voz de España en San Sebastián. En 1937 accedió a la dirección de la Agencia Faro en Burgos y a la subdirección de El Correo Español, en Bilbao, hasta 1938. Durante la guerra comenzó a emplear el seudónimo de «Jorge Claramunt» para evitar represalias contra su familia, que permanecía escondida en Barcelona, y seguiría utilizándolo después. 
El 14 de febrero de 1939, tras la conquista de la ciudad por los sublevados, El Correo Catalán reanudó su publicación en Barcelona. Ramírez Pastor fue nombrado director del diario, cargo que mantendría hasta 1945. Aunque El Correo Catalán no hizo lucha editorial sobre el debate sucesorio a la corona de España durante la posguerra, Diego Ramírez formó parte, junto con Pedro Roma y José Bernabé Oliva, de una especie de gobierno carlooctavista en la sombra, y se dedicaron a proporcionar recursos al pretendiente Carlos Pío y a su familia, que vivían modestamente en Barcelona.
Ramírez también fundó y dirigió el semanario Ramblas. A lo largo de dieciocho años presidió la Asociación de la Prensa de Barcelona; durante su mandato al frente de la misma, se efectuó la incorporación a la entidad profesional de los periodistas de la Hoja del Lunes de Barcelona, que le nombró socio de honor, y de la que fue redactor y editorialista, ejerciendo la crítica de televisión.
Antes de la guerra había ejercido asimismo la docencia como profesor de literatura española en el Instituto Montserrat de Barcelona. Posteriormente fue además diputado provincial y profesor de la Escuela Oficial de Periodismo.
Era presidente de la Hermandad de Torrevejenses radicados en Barcelona y desempeñó un alto cargo en la Delegación provincial de Mutualidades y Montepíos Laborales. En su honor se entrega en Torrevieja desde 1970 el Premio Diego Ramírez Pastor, que reconoce el trabajo de personas y entidades que hayan contribuido al engrandecimiento del municipio.

## Obras
- El teniente Arizcun: novela de amor y de guerra (1937)